# Равна Сика
Равна Сика је ненасељено острвце у хрватском дијелу Јадранског мора. Налази се у Корнатском архипелагу. Његова површина износи 0,04 km². Дужина обалске линије износи 0,74 km.